# ساندیپ سینگ
ساندیپ سینگ (انگلیسی: Sandeep Singh؛ زادهٔ ۲۷ فوریهٔ ۱۹۸۶) بازیکن هاکی روی چمن اهل هند است.

## اصابت گلوله
در ۲۲ اوت ۲۰۰۶، سینگ در حالی که دو روز بعد برای پیوستن به تیم ملی به منظور عزیمت به جام جهانی آفریقا در حرکت بود، بر اثر اصابت گلوله‌ای به‌صورت تصادفی، در قطار سریع‌السیر کالکا شاتابدی به شدت مجروح شد. او تقریباً یک سال از عمرش فلج بود و روی ویلچر می‌نشست. او در آن زمان ۲۰ سال داشت. سینگ نه تنها از آن جراحت جدی بهبود یافت، بلکه دوباره خود را تثبیت کرد و در جام جهانی ۲۰۱۰ برای تیم ملی هاکی هند بازی کرد.

## سیاست
او از حوزه انتخابیه پهووا به عنوان عضو مجلس قانونگذاری (هاریانا) از حزب بهاراتیا جاناتا در انتخابات مجلس قانونگذاری هاریانا در سال ۲۰۱۹ انتخاب شد. وی به عنوان وزیر ورزش و جوانان و وزیر چاپ و لوازم التحریر (مستقل) سوگند یاد کرد.

## سینما
شاد علی، فیلمساز هندی، فیلمی بیوگرافی با عنوان سورما (به انگلیسی: Warrior) بر اساس زندگی سینگ ساخت. دیلجیت دوسانجه در این فیلم نقش ساندیپ سینگ را بازی کرد. این فیلم در ۱۳ ژوئیه ۲۰۱۸ اکران شد.
سینگ در سریال تلویزیونی قهرمانان واقعی، در ام‌تی‌وی ایندیا به عنوان قاضی ظاهر شد.

## اتهام تعرض جنسی
در دسامبر ۲۰۲۲، یک مربی جوان دو و میدانی شکایتی را مبنی بر اینکه ساندیپ سینگ او را مورد آزار و اذیت جنسی قرار داده‌است، ارائه کرد. به دنبال آن، پرونده ای علیه سینگ در ۱ ژانویه ۲۰۲۳ به دلیل آزار و اذیت جنسی و ارعاب جنایی تشکیل شد. این زن شکایت کرد که ساندیپ سینگ او را به دفتر کار خود فراخوانده و به او تجاوز جنسی کرده‌است. سینگ، این اتهام را رد کرد و مدعی شد که این شکایت با هدف ارتکاب انتقام‌جویی شخصی علیه وی مطرح شده‌است. وی در پی تشکیل پرونده، از سمت وزیر ورزش استعفا داد و کارنامه خود را به وزیر ارشد سپرد.